# Heinrich Adolf Schrader
Heinrich Adolf Schrader (Alfeld, 1 januari 1767 - Göttingen, 22 oktober 1836) was een Duitse arts en botanicus.

## Biografie
In 1794 werd Schrader benoemd tot directeur van de Botanischer Garten Göttingen. Schrader werd in 1795 een arts in Göttingen, in 1803 universitair hoofddocent en hoofd van de universiteitstuinen en in 1809 hoogleraar op dezelfde locatie.
Schrader gaf vele beschrijvende werken uit in delen over planten in Duitsland en in delen over gewassen uit verre landen. Onder deze waren er verschillende grote werken met gekleurde pagina's als Sertum Hannoveranum (1795-98, samen met Johann Christoph Wendland), Nova genera plantarum (1797), Flora germanica (Beginn, 1806), Hortus Gottingensis (1809) en Systematische Sammlung Cryptogamischer Gewächse (1796-97).
Hij was van 1799 tot 1803 redacteur van het "Journal für die Botanik" en van 1806 tot 1810 van "Neues Journal für die Botanik". Schrader werd in 1815 corresponderend lid van de Kungliga Vetenskapsakademien.
De plantengeslachten Schradera en Schraderanthus zijn naar hem vernoemd.
- Bibliothèque nationale de France: cb134829257 (data)
- Author citation (botany): Schrad.
- Gemeinsame Normdatei: 117024279
- International Standard Name Identifier: 0000 0000 7735 0827
- Library of Congress Control Number: no2010048952
- Nationale Bibliotheek van Tsjechië: mub2013787394
- Nederlandse Thesaurus van Auteursnamen: 070147191
- SNAC: w69671pq
- Museum of New Zealand Te Papa Tongarewa: 50077
- Virtual International Authority File: 10612262
- WorldCat: E39PBJx4hQCbq3gBV3ggPqRxjC